# Payao
Payao ist eine philippinische Stadtgemeinde in der Provinz Zamboanga Sibugay auf der Insel Mindanao. Sie hat 31.686 Einwohner (Zensus 1. August 2015).

## Geschichte
Im Oktober 2011 flohen tausende Einwohner, vor Kämpfen zwischen Regierungstruppen und der Moro Islamische Befreiungsfront (MILF) aus der Stadt.

## Baranggays
Payao ist politisch in 29 Baranggays unterteilt.
| - Balian - Balogo - Balungisan - Binangonan - Bulacan - Bulawan - Calape - Dalama - Fatima (Silal) - Guintolan - Guiwan - Katipunan - Kima - Kulasian - Kulisap | - La Fortuna - Labatan - Mayabo (Santa Maria) - Minundas (Santo. Niño) - Mountain View (Puluan) - Nanan - Poblacion (Payao) - San Isidro - San Roque - San Vicente (Binangonan) - Silal - Sumilong - Talaptap - Upper Sumilong |